# Временное центральное Тунгусское национальное управление
Временное центральное Тунгусское национальное управление — высший исполнительно-распорядительный орган государственной власти, сформированный 14 июля 1924 года, и осуществлявший руководство Тунгусской Республикой до самороспуска 9 мая 1925 года в результате заключения мирного договора с СССР.

## История
В результате постепенного роста недовольства населения ввиду откровенно репрессивной деятельности ОГПУ и администрации, 10 мая 1924 года, началось тунгусское восстание, в ходе которого отряд из 25-30 ополченца во главе с Артемьевым с ходу взяли Нелькан, были пленены, но чуть позже отпущены советские чиновники.
Менее чем через месяц, 6 июня, ополчение Тунгусса под руководством Карамзина и Артемьева вступили в бой с советским гарнизоном в Аяне и, спустя 18-часового боя, в результате которого был убит начальник ОГПУ и три красноармейца, захватили само поселение и его порт, а гарнизон был распущен и освобождён из-под плена. В дальнейшем, активных боевых действий между сторонами не предпринималось.

## Деятельность
После фактического успеха восстания, в начале июня состоялся съезд аяно-нельканских, охотско-аянских и маймаканских тунгусов на территории Нелькана, которые сформировали Временное Центральное Тунгусское Национальное Управление, начавшее свою деятельность 14 июля 1924 года и провозгласившее независимость Тунгусской Республики:
Делегаты ВЦТНУ постановили: объявить всему миру в нижеследующих пунктах категорическое наше заявление Союзу Сов. Республик:
1) О полной независимости Тунгусской нации от него, как мера к избавлению нашей нации от ига коммунизма и Сов.власти;
2) о невмешательстве ни под каким видом во внутреннюю жизнь Тунгусской нации его, т. е. Союза Сов.Республик;
3) о неприкосновенности всей коренной нашей территории со всеми морскими, горными и лесными промыслами;
4) о готовности нас — Тунгусов — к вооруженной борьбе, в случае насильного вторжения в нашу территорию и вмешательства в нашу внутреннюю жизнь Сов.власти и коммунистов;

5) как символ нашей самостоятельности нации и независимости в принципах самоопределения поднять первый национальный флаг и в освидетельствование неотступных своих требований, состоящего из трех цветов, а именно «белого», означающего сибирские снега, «зеленого» — сибирские леса и из «черного» означающего землю, ибо родная земля принадлежит нам....Декларация ВЦТНУ о суверенитете Тунгусской Республики
После принятия декларации, ВЦТНУ начало выдвигать требования в сторону советского правительства, где, помимо политико-социальных, были и экономические требования, как например восстановить старинные тракты Якутск — Охотск, Нелькан — Аян и Нелькан — Усть-Мая.
В начале 1925 года, решением ВЦТНУ были конфискованы товары Нельканского отделения фирмы «Гудзон бей», а также их склад в пользу новообразованного государства. В Новом Устье в их руках оказалось до 10 тыс. пудов продовольствия стоимостью в 100 тыс. руб., в Оймяконе — разных товаров на сумму около 25 тыс. руб., в Абые — пушнины на 25 тыс. руб. В захваченных местностях повстанцам достались магазины и склады Якутпушнины, кооператив «Холбос», другие хозяйственные и торговые организации. Были случаи грабежей мирного населения, когда отбирались лошади, запасы продовольствия, сена.
После переменно успешных боёв (см. выше), партийно-советские органы Якутской АССР, руководствуясь указаниями из Москвы, сформировали переговорную комиссию, состоящую из П. И. Оросина, А. В. Давыдова и П. И. Филиппова. Уже в январе, ВЦТНУ передал через переговорную комиссию свои требования:
1) отделение Охотского побережья от Дальнего Востока и присоединение к Якутии;
2) предоставление права тунгусам самим разрешать политические, экономические и культурные вопросы;
3) устранение от власти коммунистов, проводивших политику террора.Ответ от ВЦТНУ переговорной комиссии Якутской АССР
30 марта 1925 года представителями Якусткой АССР и Тунгусской Республики было подписано перемирие Р. Ф. Кулаковским и М. К. Артемьевым.
В мае 1925 года, в ходе мирных переговоров, обе стороны смогли прийти к компромиссу. М. К. Артемьев убедился в том, что во главе Якутии стоят коммунисты, не причастные к политике террора, а вопрос о присоединении Тунгусской Республики в состав ЯАССР вносится в повестку дня ВЦТНУ.
В результате переговоров, 9 мая 1925 года был заключён Тунгусский мирный договор, по которому ВС ТР расформировывались, а ВЦТНУ объявил о самороспуске.

## Состав
Съездом аяно-нельканских, охотско-аянских и маймаканских тунгусов был избран следующий состав ВЦТНУ:
- Председатель ВЦТНУ — К.Стручков;
- Заместитель председателя ВЦТНУ — Н. М. Дьячковский;
- Делегаты ВЦТНУ — Е. А. Карамзин и Т. И. Иванов;
- Начальник Штаба ВС ТР — П. В. Карамзин.